# 近藤淳
近藤 淳（こんどう じゅん、1930年2月6日 - 2022年3月11日）は、日本の物理学者（物性物理学）。勲等は文化勲章。学位は理学博士（東京大学・1959年）。東邦大学名誉教授、国立研究開発法人産業技術総合研究所名誉フェロー、日本学士院会員、文化功労者。
日本大学理工学部助手、東京大学物性研究所助手、電気試験所主任研究員、電子技術総合研究所主任研究員、東邦大学理学部教授などを歴任した。

## 来歴

### 生い立ち
1930年2月6日生まれ、東京府（現在の東京都）出身。1954年東京大学理学部物理学科卒業。1959年理学博士（東京大学）。

### 物理学者として
日本大学理工学部助手、東京大学物性研究所助手を経て、通商産業省工業技術院の電気試験所/電子技術総合研究所（現独立行政法人産業技術総合研究所）。1990年東邦大学理学部教授。1995年東邦大学退職。2013年産業技術総合研究所名誉フェロー。
1964年に希薄磁性合金の電気抵抗極小を理論的に解明した（近藤効果）。1997年、日本学士院会員に選任された。
2022年3月11日、誤嚥性肺炎のため東京都杉並区の高齢者施設で死去、92歳没。
ノーベル財団が公表したノミネートリストにより、1972年と1974年にノーベル物理学賞のノミネートを受けていたことが明らかになっている。

## 賞歴
- 1968年 仁科記念賞
- 1973年 日本学士院賞・恩賜賞[3]
- 1979年 朝日賞[11]
- 1984年 藤原賞
- 1987年 フリッツ・ロンドン記念賞

## 栄典
- 2003年 文化功労者[3]
- 2020年 文化勲章[12][13]

## 著書

### 単著
- 山内恭彦、菊池正士、小谷正雄 編『金属電子論―磁性合金を中心として』裳華房〈物理学選書〉、1983年11月。ISBN 4-7853-2317-5。
  - 山内恭彦、菊池正士、小谷正雄 編『金属電子論: 磁性合金を中心として』（第7版）裳華房〈物理学選書〉、2001年8月。 NCID BA54001769。
  -  (英語) The physics of dilute magnetic alloys [金属電子論: 磁性合金を中心として]. Cambridge University Press. (2012). ISBN 9781107024182
- 『力学』小出昭一郎、阿部龍蔵（監修）、裳華房、1993年10月。ISBN 4-7853-2054-0。
  - 『力学』裳華房〈基礎演習シリーズ〉、1993年10月30日。ISBN 4785381167。
- 『金属電子の特異な振舞: フェルミ面効果』仁科記念財団〈Publication〉、1995年2月。 NCID BN12811061。

### 編著
- Kondo, J.; Yoshimori, A., eds (1988) (英語). Fermi surface effects : proceedings of the Tsukuba Institute, Tsukuba Science City, Japan, August 27-29, 1987. Springer series in solid-state sciences. 77. Springer-Verlag. ISBN 0387191046

### 講義録
- 仁科記念財団編 編「金属電子の特異な振舞」『現代物理学の創造: 仁科記念講演録集』 第3巻、シュプリンガー・ジャパン、2006年11月。ISBN 4-431-71223-2。